# Criotettix interrupta
Criotettix interrupta är en insektsart som beskrevs av Zheng, Z. och L. Xie 2002. Criotettix interrupta ingår i släktet Criotettix och familjen torngräshoppor. Inga underarter finns listade i Catalogue of Life.